# Сідар (Канзас)
Сідар (англ. Cedar) — місто (англ. city) в США, в окрузі Сміт штату Канзас. Населення — 11 осіб (2020).

## Географія
Сідар розташований за координатами 39°39′26″ пн. ш. 98°56′25″ зх. д. / 39.65722° пн. ш. 98.94028° зх. д. (39.657120, -98.940152).  За даними Бюро перепису населення США в 2010 році місто мало площу 0,46 км², уся площа — суходіл.

## Демографія
Згідно з переписом 2010 року, у місті мешкало 14 осіб у 8 домогосподарствах у складі 5 родин. Густота населення становила 30 осіб/км².  Було 16 помешкань (35/км²).
Расовий склад населення:
| - 100,0 % — білих |

До двох чи більше рас належало 0,0 %. Частка іспаномовних становила 0,0 % від усіх жителів.
За віковим діапазоном населення розподілялося таким чином: 7,1 % — особи молодші 18 років, 21,5 % — особи у віці 18—64 років, 71,4 % — особи у віці 65 років та старші. Медіана віку мешканця становила 71,3 року. На 100 осіб жіночої статі у місті припадало 100,0 чоловіків;  на 100 жінок у віці від 18 років та старших — 85,7 чоловіків також старших 18 років.
Цивільне працевлаштоване населення становило 1 осіб. Основні галузі зайнятості: освіта, охорона здоров'я та соціальна допомога — 100,0 %.